# Лісові пожежі в Південній Каліфорнії (2025)
Починаючи з 7 січня 2025 року, низка лісових пожеж охопила столичний район Лос-Анджелеса та прилеглі регіони. Пожежі, до яких належать Palisades Fire, Eaton Fire, Hurst Fire і Sunset Fire, посилювалися через дуже низьку вологість, тривалу посуху та ураганний вітер Санта-Ана швидкість якого в деяких місцях перевищувала 80 миль на годину (130 км/год). Станом на 8 січня лісові пожежі забрали життя десятьох людей, знищили понад 10000 будівель і змусили евакуюватися понад 150 000 людей.

## Метеорологія
Вітер Санта-Ана надзвичайної інтенсивності, прогнозовані пориви якого досягали 50-80 миль на годину (80-129 км/год; 22-36 м/с) у населених пунктах округів Лос-Анджелес і Вентура, включаючи Сан-Габріель. Долина та басейн Лос-Анджелеса, які під час попередніх вітрових подій були захищені через низьку висоту. Передбачається, що на високих висотах будуть ще більш екстремальні умови, швидкість вітру буде від 80 до 100 миль на годину (130—160 км/год; 36-45 м/с).
Сухий рослинний покрив посилив небезпечні умови, у багатьох частинах Південної Каліфорнії спостерігалася сильна посуха, найпосушливіший початок сезону дощів за всю історію спостережень і найпосушливіший 9-місячний період за всю історію спостережень перед початком вітру та наступними пожежами.
Офіс Національної служби погоди (NWS) в Лос-Анджелесі назвав шторм потенційно «небезпечним для життя». NWS прогнозує, що вітер «прискориться до небезпечного рівня», починаючи з полудня 7 січня, і триватиме до початку 8 січня в Південній Каліфорнії. NWS попередив, що «руйнівні» вітри, ймовірно, призведуть до масових відключень електроенергії та повалення дерев. За прогнозами, це буде «найбільш руйнівний шторм у регіоні з 2011 року».
NWS також опублікував найсуворішу категорію попередження про червоний прапор із особливо небезпечною ситуацією для округів Лос-Анджелес і Вентура, що вказує на надзвичайну небезпеку пожежі. У попередженні особливо підкреслюється можливість швидкого розростання вогню та екстремальної поведінки вогню через поєднання потужних вітрів і низького рівня вологості. З кінця літа 2024 року в південній Каліфорнії спостерігалося зростання посушливості, оскільки штормові системи переважно торкнулися північно-західної частини Тихого океану. До кінця грудня 2024 року більша частина округу Лос-Анджелес увійшла в стан помірної посухи, що створило підвищену вразливість до пожеж через висихання рослинності під час традиційно вологого сезону регіону.
До ранку 7 січня анемометр у Magic Mountain Truck Trail у Санта-Кларіті повідомив про швидкість вітру 84 милі на годину (135 км/год; 38 м/с), у каньйоні Ескондідо — 62 милі на годину (100 км/год; 28 м/с), а аеропорт Ван Найс повідомив про 55 миль на годину (89 км/год; 25 м/с), виходячи з Національної служби погоди. NWS повідомила о 18:19 за тихоокеанським стандартним часом, що шторм може стати найсильнішим у 2025 році в Південній Каліфорнії, особливо в її долинах.

## Лісові пожежі

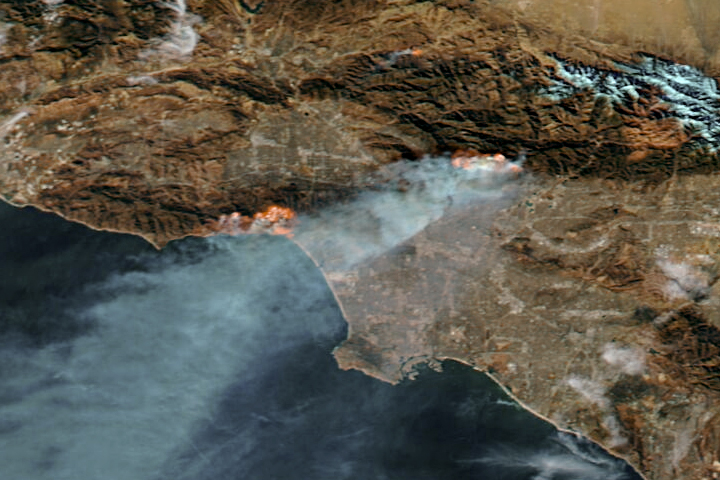
Супутниковий знімок Aqua з хибним кольором пожеж у Палісадесі, Херст і Ітон, 8 січня, 21:40 за Гринвічем/1:40 за тихоокеанським часом

Станом на 10 січня в місті горить чотири пожежі. Надзвичайна інтенсивність шторму в поєднанні з сухою рослинністю через тривалу посуху призвела до швидкого поширення пожежі через сильний вітер на великій відстані.

### Палісейдс

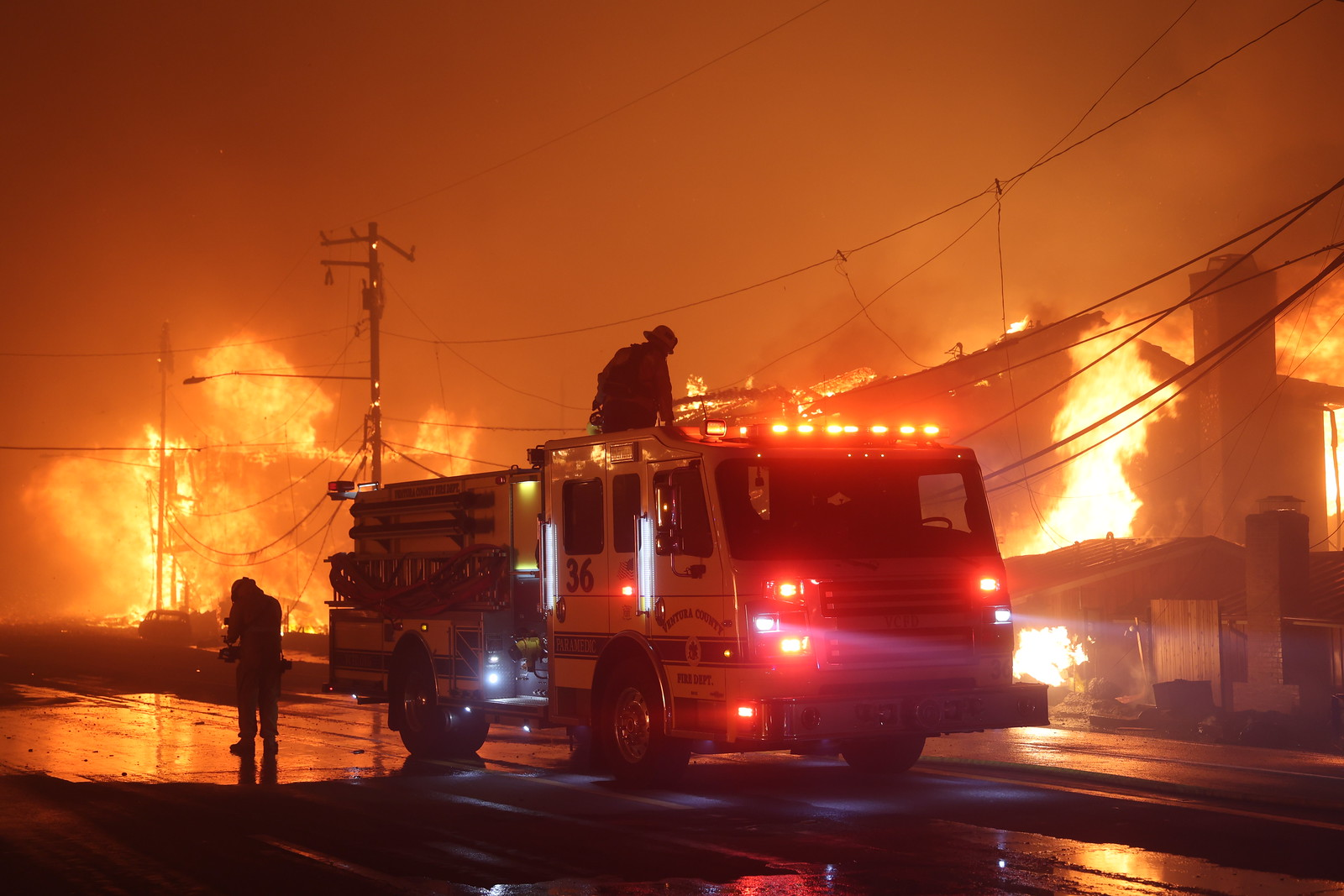
Пожежники гасять вогонь, 8 січня

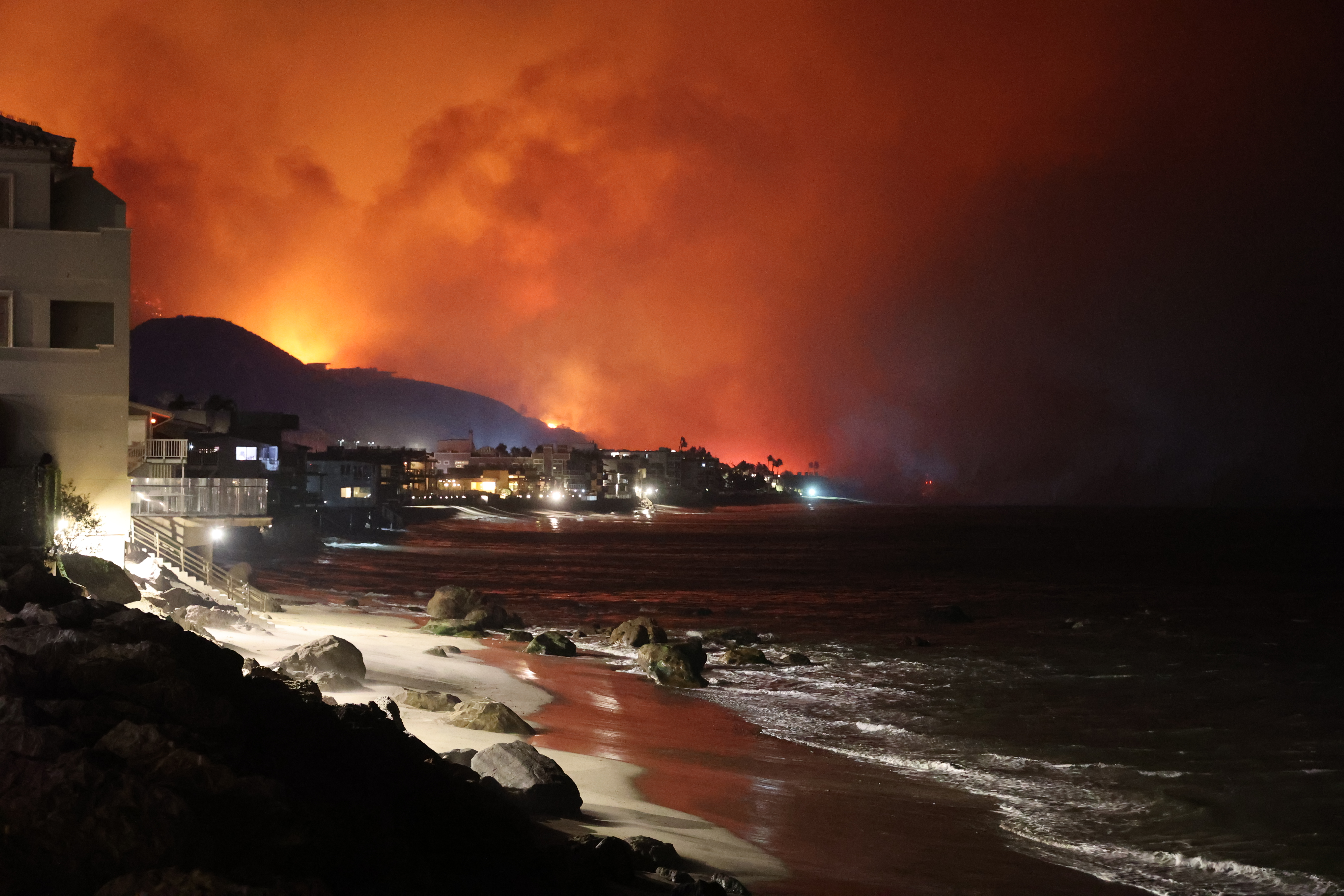
Вид з боку пляжу

Пожежа спалахнула поблизу району Пасіфік-Палісейдс у Лос-Анджелесі, швидко охопивши 5000 акрів (2000 га; 7,8 квадратних миль; 20 км 2 ). Влада оголосила про обов’язкову евакуацію на ділянках тихоокеанського шосе та прилеглих районах; Центр відпочинку Вествуд служив тимчасовим притулком. Опівдні пожежники повідомили, що через сильний вітер вогонь розростається на «три футбольних поля за хвилину». Було видано наказ про негайну евакуацію жителів Санта-Моніки, які проживають на північ від бульвару Сан-Вісент. 8 січня о 12:12 за тихоокеанським стандартним часом міська влада Малібу закликала всіх мешканців, які залишилися, евакуюватися через неконтрольовану пожежу. Було видано накази про евакуацію Брентвуда. Людські залишки були знайдені в зруйнованому будинку в Малібу під час перевірки соціального забезпечення. Станом на 11:26 ранку за тихоокеанським стандартним часом 9 січня вогонь охопив 17 234 акри (6 974 га; 26,928 квадратних миль; 69,74 км 2 ). 10 січня наказ про евакуацію було продовжено до Тарзани та Енсіно в долині Сан-Фернандо.

### Каньйон Ітон

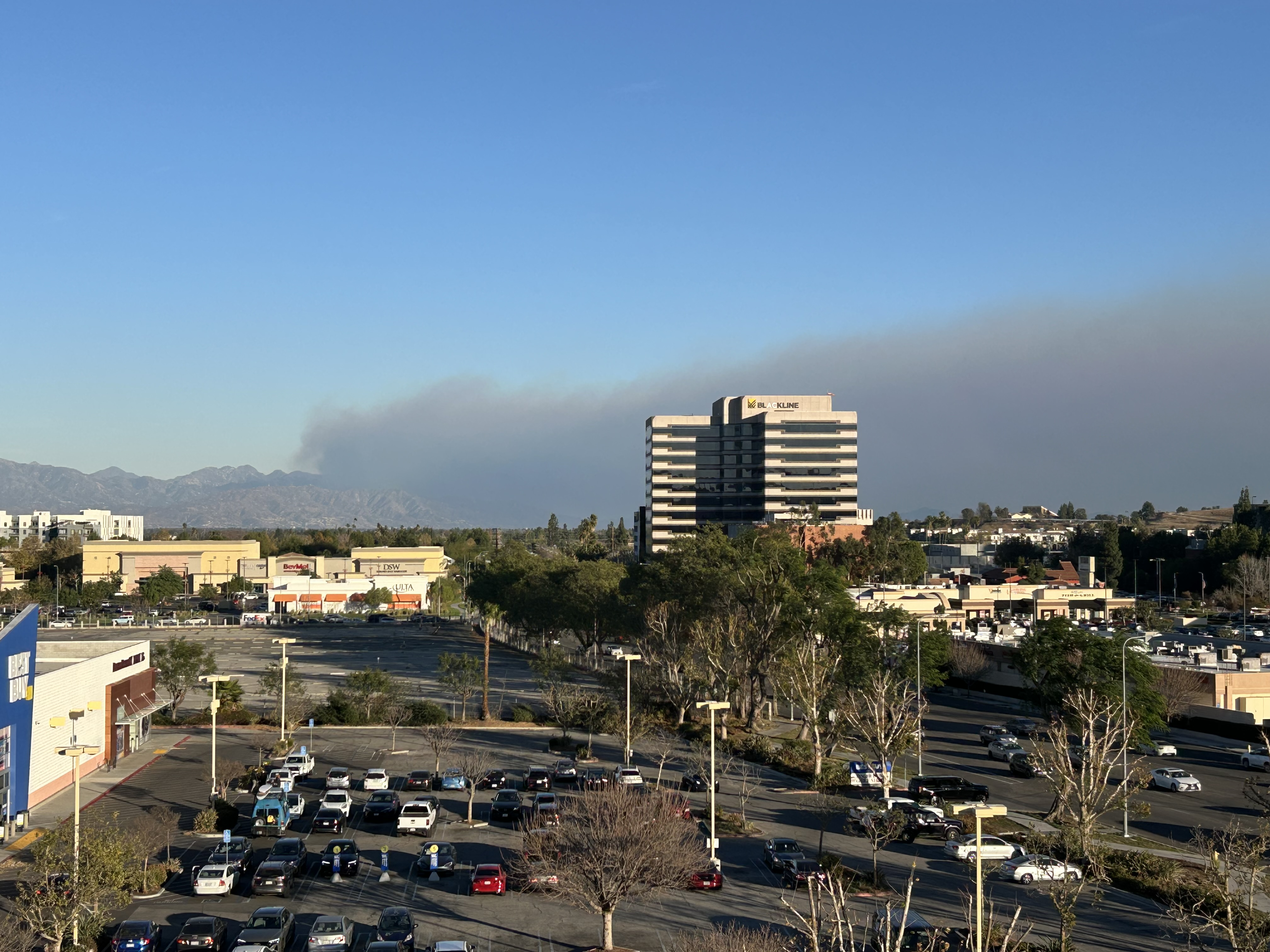
Дим від пожежі

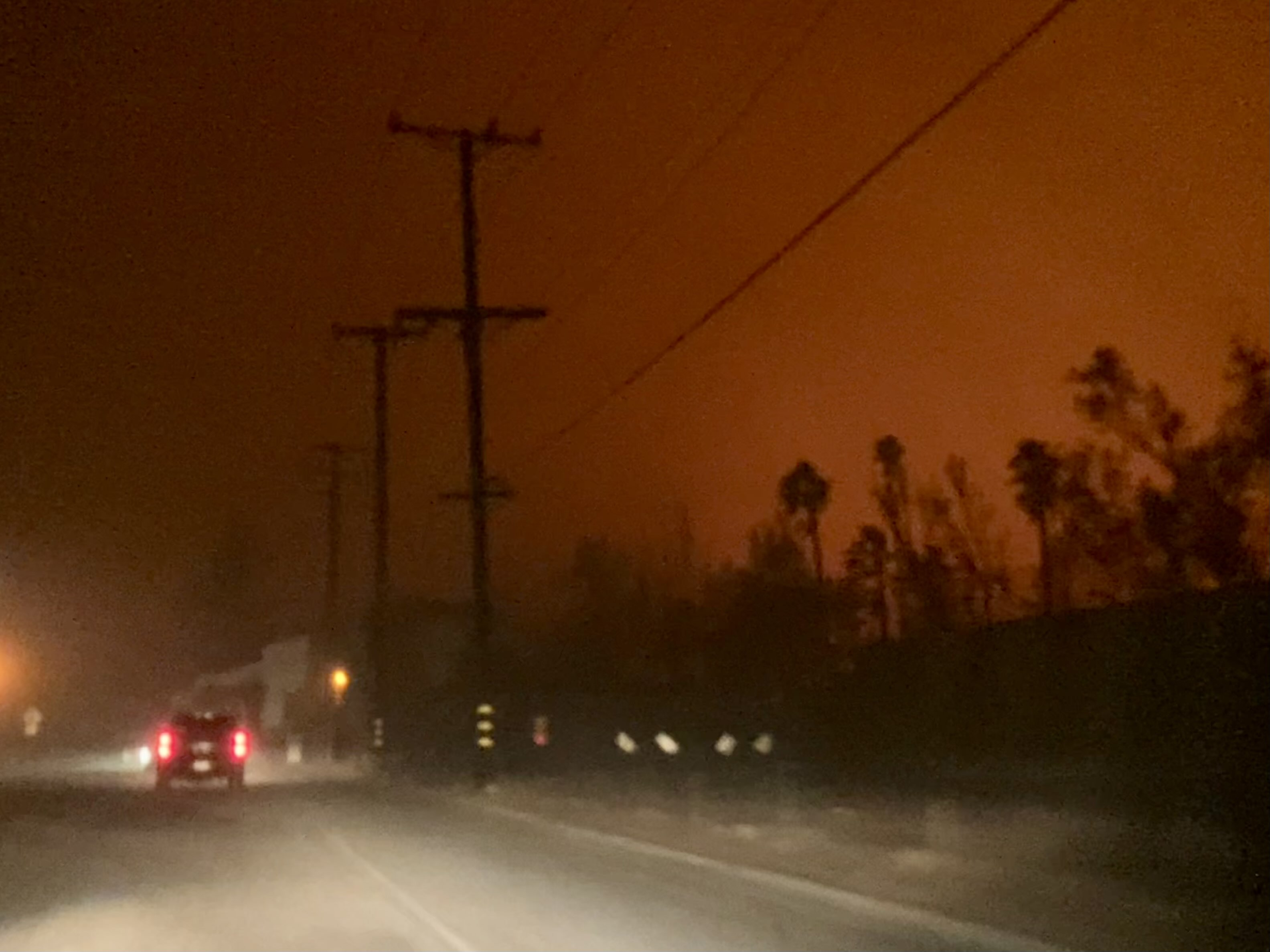
Пожежа приблизно через 90 хвилин після початку, якщо дивитися з басейну водосховища Ітон-Каньйон, вже затуманеного сильним димом

Невдовзі після 7 січня о 18:15 за тихоокеанським стандартним часом було вперше повідомлено про чагарникову пожежу в каньйоні Ітон у регіоні Альтадена – Пасадена, на площі 20 акрів (8,1 га; 0,031 квадратних миль; 0,081 км 2 ). Як повідомляє «Pasadena Now», мешканці поряд із каньйоном повідомили екстреним службам, що поблизу горить електрична опора. Станом на 19:12 вогонь охопив щонайменше 200 акрів (81 га; 0,31 квадратних миль; 0,81 км 2 ). Капітан пожежної служби округу Лос-Анджелес Шейла Келлігер сказала, що вогонь швидко розростатиметься через вітер. Протягом шести годин пожежа в Ітоні розросла до 1000 акрів (400 га; 1,6 квадратних миль; 4,0 км 2 ). The Terraces у парку Маріно евакуювали 95 людей похилого віку, на фотографіях багато хто в інвалідних візках і одягнений лише в халати. Пізніше евакуація була розширена в Пасадені та на півночі Сьєрра-Мадре та Аркадії. Медичний центр AltaMed і кілька резиденцій на ранчо Гастінгс були «охоплені вогнем». Станом на 8 січня о 10:36 ранку за тихоокеанським стандартним часом вогонь охопив 10600 акрів (4300 га; 16,6 квадратних миль; 43 км 2 ). Опівдні вогонь почав просуватися до житлових районів Пасадени. Жителі міста Ла-Каньяда Флінтрідж отримали наказ евакуюватися. Під час пожежі загинули щонайменше п'ятеро людей. У другій половині дня 9 січня пожежа Ітон почала наближатися до гори Вілсон.

### Херст

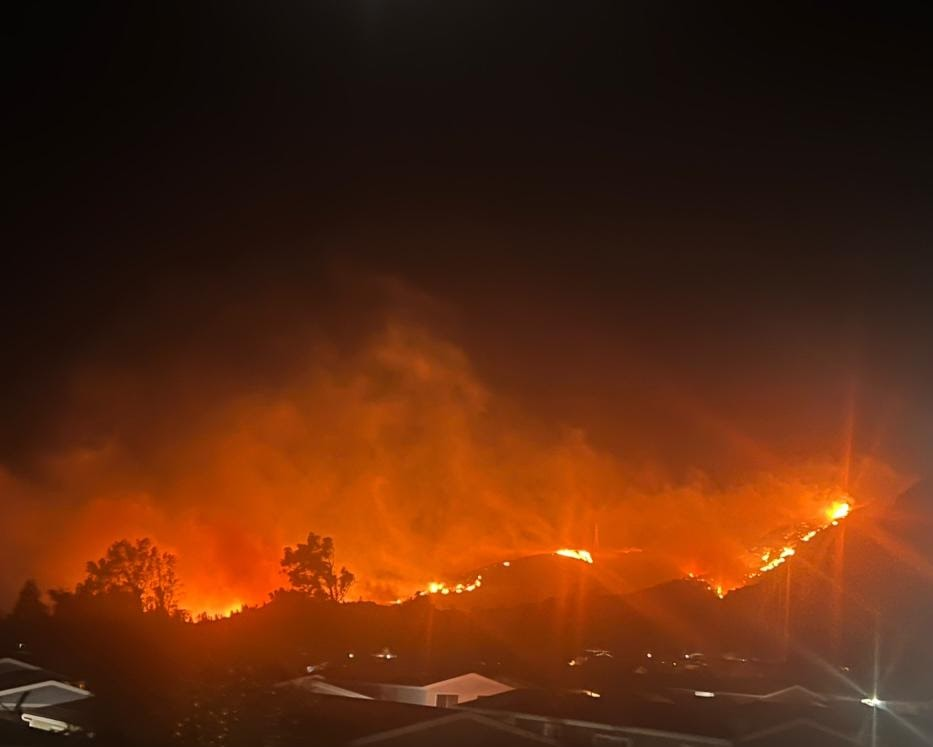
Пожежа Герст, вид на північний схід від Сан-Фернандо, 7 січня

О 22:10 за тихоокеанським стандартним часом 7 січня пожежна служба Лос-Анджелеса повідомила, що чагарникова пожежа площею 50 акрів (20 га; 0,078 квадратних миль; 0,20 км 2 ) у північному Сільмарі, і ввів накази про негайну евакуацію для всіх районів на північ від Foothill Freeway між Roxford Street та автострада Голден-Стейт – автострада Долини Антилопи розпадається. О 1:47 ночі 8 січня Департамент лісового господарства та протипожежної охорони Каліфорнії повідомив, що пожежа охопила 500 акрів (200 га; 0,78 квадратних миль; 2,0 км 2 ). До 21:40 за тихоокеанським стандартним часом вогонь Hurst зріс до 855 акрів (346 га; 1,336 квадратних миль; 3,46 км 2 ). До 15:56 9 січня було повідомлено, що пожежу локалізовано на 10 відсотків. До 20:19 зусилля зі стримування зросли більш ніж утричі, до 37 відсотків. Наступного дня вогонь локалізовано на 70 відсотків.

### Кеннет

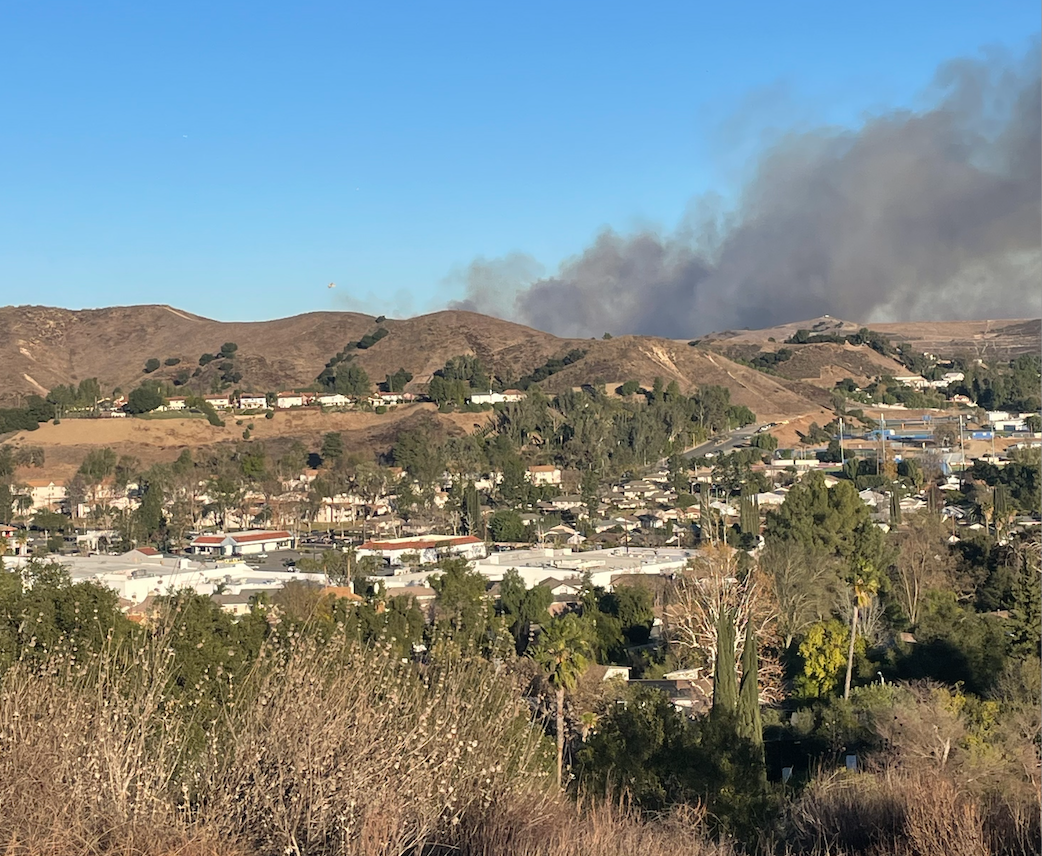
Дим позаду пагорбів

Вперше про пожежу Кеннет повідомлення надійшло 9 січня о 14:30 за тихоокеанським стандартним часом, вона спалахнула вздовж стежки біля бульвару Перемоги в районі Вест-Гіллз у Лос-Анджелесі. Пожежа швидко розширилася до 50 акрів (20 га; 0,078 квадратних миль; 0,20 км 2 ). Були запрошені ресурси з округів Лос-Анджелес і Вентура. Було наказано про обов’язкову евакуацію в районі від вулиці Вановен на південь до бульвару Бербанк і від Каунті Лейн Роуд на схід до бульвару Веллі Серкл. Було видано додаткові попередження про евакуацію в районах на схід від Веллі-Серкл і в частинах Оук-Парку. Попередження про евакуацію також було помилково видано для всього округу Лос-Анджелес, а не для конкретної зони пожежі, і згодом було надіслано на мобільні телефони в окрузі як бездротове повідомлення екстреного сповіщення; Незабаром після цього інспектор округу Дженіс Хан підтвердила, що сповіщення були випадковими, і було надіслано сповіщення про подальше виправлення. До 17:30 за тихоокеанським стандартним часом вогонь охопив щонайменше 960 акрів (390 га; 1,50 квадратних миль; 3,9 км 2 ) і наближався до передмість у Калабасасі та Гідден-Гілс. Невдовзі після цього Ньюсом оголосив про направлення до цього району додаткових 900 пожежників. Причина пожежі встановлюється. Цивільні затримали чоловіка, який, на їхню думку, намагався підпалити, і його заарештувала поліція Лос-Анджелеса. Поліція зрештою вирішила, що не має жодних підстав затримувати його за підозрою в підпалі.

### Локалізовані пожежі
- О 15:44 за тихоокеанським часом надійшло повідомлення про пожежу в чагарнику, що отримала назву «Gulch», на північ від Санта-Кларіти, неподалік від гірської дороги Драй-Галч і дороги до каньйону Сан-Францискіто. Пожежа була локалізована на площі 0,40 га.
- О 17:28 за тихоокеанським часом надійшло повідомлення про пожежу «King» у Лос-Анджелесі поблизу Ладера-Хайтс, на нафтових вишках на північний схід від бульвару Ла-Сієнега. О 5:39 вечора надійшло повідомлення про окрему пожежу на захід від бульвару Ла-Сієнега. Пожежі були локалізовані на площі 0,40 га.
- О 21:06 за тихоокеанським часом надійшло повідомлення про пожежу «Bert» площею 0,61 га в Пасадені, яка збільшилася до 1,2 га до 21:16. Розвіяне вугілля спричинило точкові пожежі, які загрожували сусіднім будівлям по сусідству.
- 8 січня о 3:03 ранку за тихоокеанським часом надійшло повідомлення про пожежу «Tyler» у Коачеллі, округ Ріверсайд. Вогонь поширився на 6,1 га і знищив дві будівлі до того, як його просування вперед було зупинено пожежниками.
- Приблизно о 6:15 ранку за тихоокеанським часом пожежа «Woodley» спалахнула і вигоріла на площі 30 га поблизу басейну Сепульведа. Площа пожежі була переглянута до 12 га.
- Повідомлення про пожежу «Olivas» надійшло о 10:44 ранку за тихоокеанським часом, вона поширювалася вздовж узбережжя міста Вентура, округ Вентура. Площа пожежі зросла до 4,5 га, повідомляється про одну жертву.

## Вплив
Станом на 9 січня пожежа в Ітоні призвела до загибелі п'яти осіб, а понад 100 будівель було зруйновано. Повідомлялося про кілька опіків, а 25-річний пожежник отримав «серйозну травму голови». Близько 21:00 за тихоокеанським стандартним часом багато постраждалих від опіків йшли до ресторану Duke's Malibu, де їм надали медичну допомогу та відправили до лікарень.

#### Структурні пошкодження

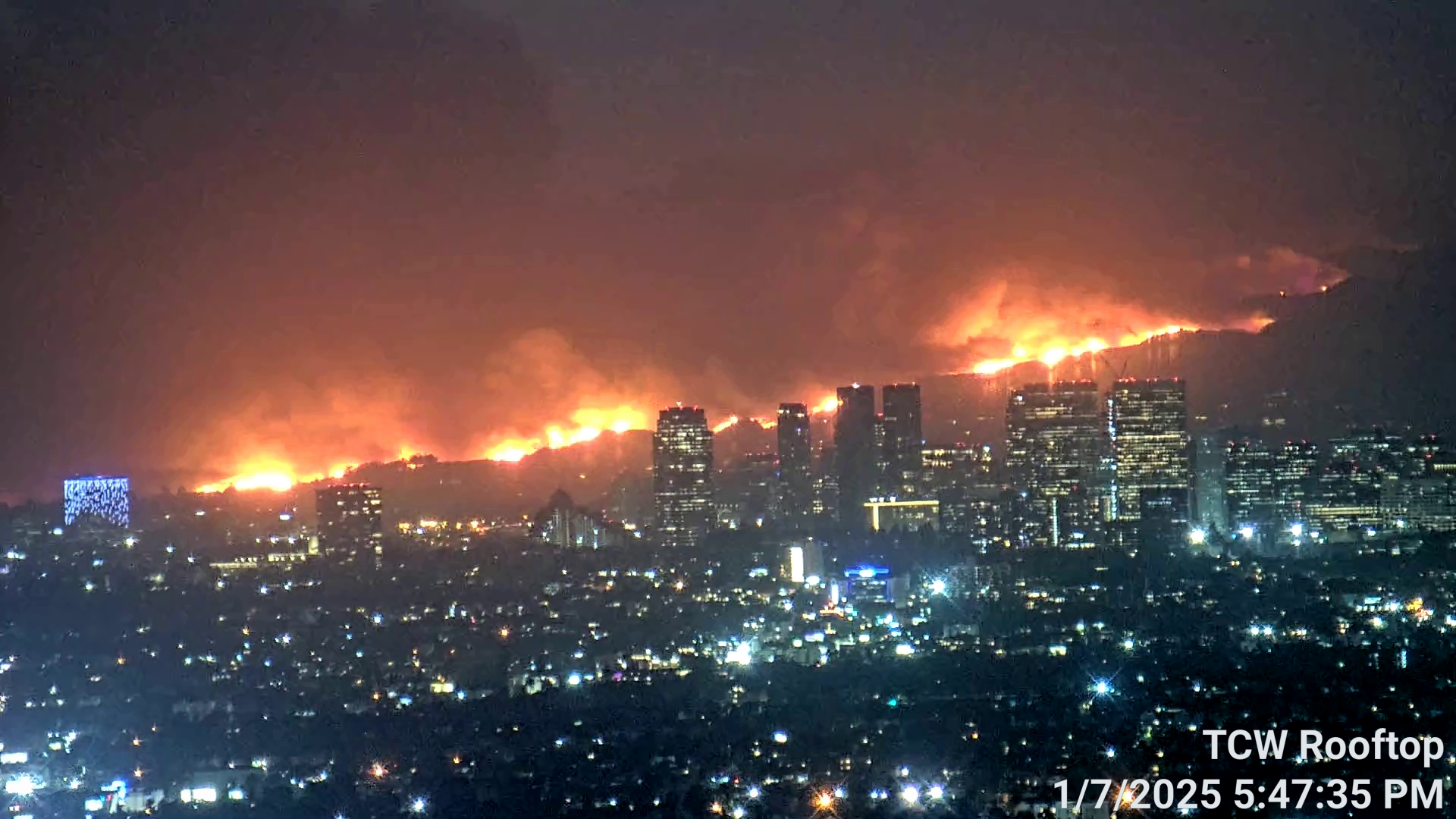
Вид з центру Лос-Анджелеса, хмарочос TCW

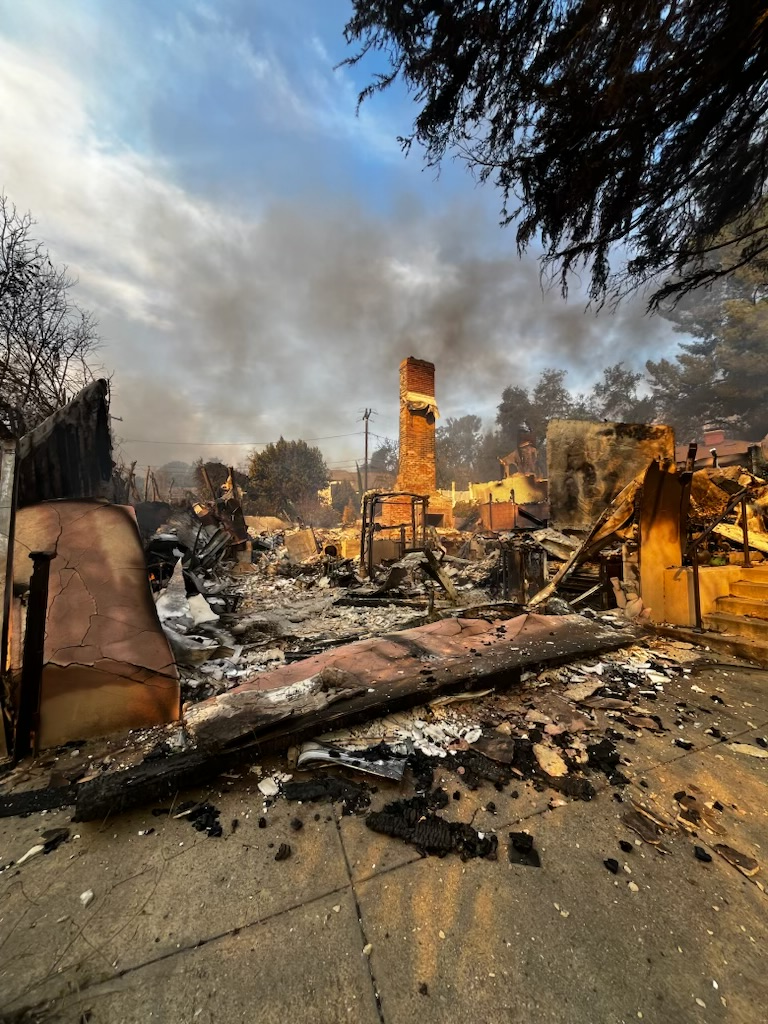
Згоріла будівля

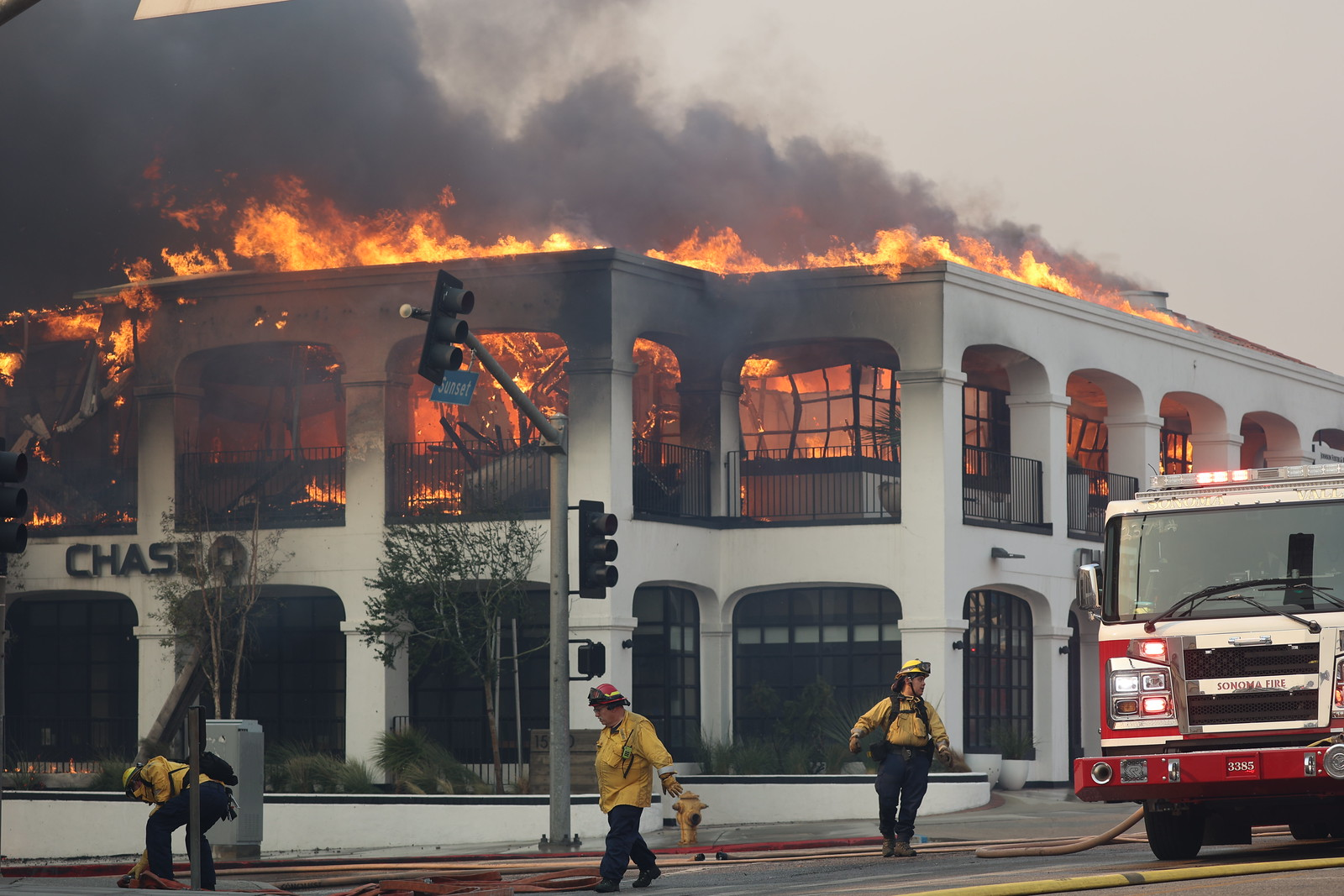
Палахкотлива будівля

Статистика Wildfire Alliance показала, що лише пожежа в Пасіфік-Палісейдс була найбільш руйнівною в регіоні Лос-Анджелеса, знищивши принаймні 1000 будівель, перевершивши пожежу у 2008 році, яка знищила 604 споруди в 2008 році, і пожежу, яка знищила майже 500 будинків у 1961.
Власники підтвердили, що 36-річний рибний ресторан Reel Inn був знищений під час пожежі. Середню школу Palisades Charter High School було «охоплено» вогнем після того, як лісова пожежа досягла місця приблизно о 4 вечора за тихоокеанським стандартним часом. У школі нікого не було через зимові канікули. Рослинність і дерева біля Вілли Гетті згоріли, станом на 17:20 за тихоокеанським стандартним часом не повідомляється про структурні пошкодження. Вогонь також поширився на початкову школу Palisades Charter. Лісова пожежа знищила кілька прибережних об'єктів у Малібу. Десятки автомобілів, залишених на дорогах під час евакуації, були повністю спалені, бульдозерам довелося зіштовхнути кілька транспортних засобів з дороги, щоб пожежники могли дістатися до охоплених полум'ям територій. Пожежа в Ітоні знищила Пасаденський єврейський храм і центр. Журналіст CBS News Джонатан Вігліотті повідомив, що «майже все зникло» в центрі Пасіфік Палісейдс, окрім місцевого торгового центру, і описав пошкодження як «незрозумілі». Він також повідомив, що полум'я від існуючих пожеж «розносилося більш ніж на милю» сильним штормом і створювало точкові пожежі. Відсік для кормів у Малібу та театр Pierson Playhouse були знищені пожежею. Кілька будинків знаменитостей згоріли під час лісових пожеж, у тому числі будинки: Менді Мур, Кері Елвес, Біллі Крістал, Періс Гілтон, Адама Броуді, Лейтон Містер, Ентоні Гопкінс, Джона Гудмена, Джеймса Вудса та Даніелли Пінеда

#### Відключення електроенергії

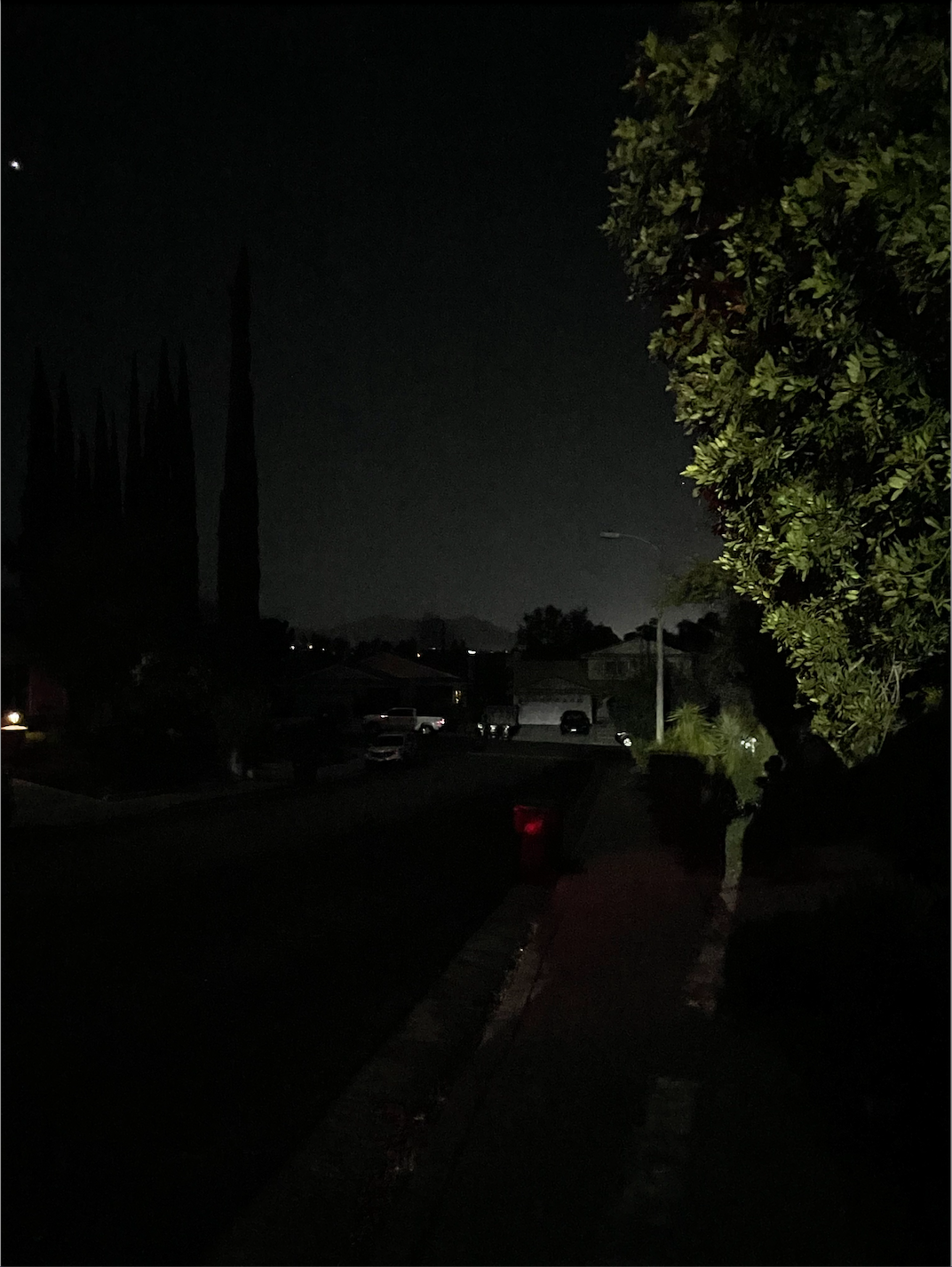
Темрява на вулиці через аварійне вимкнення світла

До ночі 7 січня майже 50 000 споживачів зазнали відключень електроенергії, 28 300 у Департаменті водопостачання та енергетики Лос-Анджелеса та 21 699 у Південній Каліфорнії Edison. Приблизно о 21:30 за тихоокеанським стандартним часом їх кількість зросла до понад 200 000, а про збої повідомлялося в Лос-Анджелесі, Глендейлі, Пасадені та Бербанку. 8 січня кількість відключень електроенергії в районі метро Лос-Анджелеса досягла майже 400 000 осіб.

#### Якість повітря
Вітер розносив дим лісових пожеж через Лос-Анджелес, що призвело до кількох «дуже підвищені» показники індексу якості повітря понад 200, причому рівень PM2,5 на станції Harrison ES досяг 184,1 мкг/м³, або в 36,8 разів перевищує річне значення, рекомендоване Всесвітньою організацією охорони здоров'я. Якість повітря досягла піку в 569 мкг/м³ у регіоні, представляючи найнебезпечнішу категорію та потребу уникати будь-якої діяльності на свіжому повітрі. Пульмонолог з Каліфорнійського університету в Лос-Анджелесі Мей-Лін Вілгус очікувала, що жителі Лос-Анджелеса страждатимуть від печіння очей і подразнення через концентрований дим, і закликала жителів із такими захворюваннями, як ХОЗЛ і астма, уникати будь-яких заходів на свіжому повітрі та зачиняти всі двері та вікна під час роботи кондиціонера. Президент міської ради Лос-Анджелеса Маркіс Гарріс-Доусон повідомила, що видимість впала нижче одного кварталу на півдні Лос-Анджелеса, і закликала жителів уникати водіння, коли це можливо.

#### Закриття шкіл
Щонайменше 19 шкільних округів Лос-Анджелеса оголосили про закриття шкіл. Університет Пеппердайн закрив свої кампуси в Калабасасі та Малібу. Усі школи в Об'єднаному шкільному окрузі Лос-Анджелеса були закриті 9 січня через пожежу та руйнування двох початкових шкіл.

#### Індустрія розваг
Через сильний вітер і небезпеку пожежі Amazon MGM Studios і Universal Pictures скасували прем'єри фільмів «Людина-вовк» і «Нестримний». Universal Studios закрила парк розваг Universal Studios Hollywood і Universal CityWalk. 31- ша щорічна церемонія вручення премії Гільдії кіноакторів США скасувала пряме оголошення своїх номінантів, натомість опублікувавши список у прес-релізі. 30 -та щорічна церемонія вручення премії Critics' Choice Awards, яка мала відбутися 12 січня в Санта-Моніці, була перенесена на 26 січня. Кілька голлівудських розважальних центрів і продюсерських центрів були закриті, відкладаючи виробництво кількох шоу та фільмів, таких як: Анатомія Грей, NCIS: Полювання на вбивць, NCIS: Походження, Хитрощі, Тед Лассо, Джиммі Кіммел наживо!, Після півночі, Фолаут, За викликом і Остання танцівниця.
Кінцевий термін голосування за номінацію на Оскар затримали на два дні через пожежу.
Національна хокейна ліга перенесла гру 8 січня на Стейплс-центр в центрі Лос-Анджелеса між Лос-Анджелес Кінгс і Калгарі Флеймс через лісові пожежі.
Національна футбольна ліга оголосила 8 січня, що все ще планує провести заплановану на 13 січня гру плей-оф між «Лос-Анджелес Ремз» і «Міннесота Вікінгс» на стадіоні SoFi в Інглвуді, але за необхідності її буде перенесено на стадіон Стейт Фарм Стедіум у Глендейлі, штат Аризона.

#### Пошкодження вітром
Повідомляється, що сотні дерев впали через сильні пориви вітру під час шторму, який супроводжувався. Приблизно десять напіввантажівок були знесені на ділянці траси 210 поблизу Фонтани. Численні рейси в аеропорту Бербанк були затримані або скасовані через сильний вітер.

#### Транспорт
Метро Лос-Анджелеса призупинило збір плати за проїзд 8 січня через періодичні відключення електроенергії, через які користувачам було важко купувати та завантажувати платні картки. Деякі автобусні маршрути Лос-Анджелеса також закрили, а деякі залишили в об'їзді через вітер і лісові пожежі, які завдали місту збитків.

#### Водопостачання
Пожежники повідомили, що десятки пожежних гідрантів у Пасіфік-Палісейдс майже не надходили або взагалі не надходили води під час перших заходів з гасіння пожежі у місті. Головний виконавчий директор Департаменту води та енергетики Лос-Анджелеса Джаніс Кіньонес повідомила, що всі пожежні гідранти в цьому районі «висохли» близько 3 години ночі за тихоокеанським стандартним часом 8 січня. Спорожнення резервуарів для води погіршило відсутність тиску в магістральні лінії міста для транспортування води до вищих районів, причому пожежники не можуть дістатися до насосних станцій, щоб допомогти транспорту через неконтрольоване поширення вогню. Кіньонес повідомив, що відповідь на пожежі спричинила «надзвичайний попит на нашу [водопровідну] систему», причому «попит на громадську систему водопостачання вчетверо перевищує звичайний». Запаси для гасіння пожежі «спорожнювалися тричі менш ніж за 24 години». Пожежна служба була змушена додати 75 кубічних футів на секунду на своїх водопровідних лініях, щоб підтримувати достатній тиск води. Пожежники вдалися до делегування будівельного персоналу для транспортування цистерн з водою до місць, де вони були потрібні. Директор громадських робіт округу Лос-Анджелес Марк Пестрелла попросив, щоб евакуйовані жителі відключили водо- та газові лінії, щоб більше води могло піти на гасіння пожежі. Повідомляється, що пожежники вдалися до використання басейнів для води.
Департамент водопостачання та енергетики Пасадени оголосив тривогу щодо води 8 січня через сміття та підвищену каламутність у водопроводі.

#### Мародерство
Було кілька повідомлень про підлітків і молодих людей, які грабували покинуті будинки серед хаосу. Станом на 8 січня було заарештовано трьох людей, яким висунули звинувачення у крадіжці зі зломом, їх засудили за мародерство.
Після кількох арештів за грабежі Департамент шерифа округу Лос-Анджелес почав запроваджувати комендантську годину з 18:00 до 06:00 починаючи з ночі 9 січня. 

### Інцидент з БПЛА
Безпілотник, який незаконно працював у забороненому повітряному просторі, зіткнувся з пожежним літаком Canadair CL-415 «Super Scooper». Зіткнення сталося, коли літак працював над гасінням пожежі в Палісейдсі, що призвело до пошкодження літака і змусило його приземлитися. Начальник пожежної служби округу Лос-Анджелес Ентоні Марроне повідомив, що безпілотник спричинив дірку в крилі літака, вивівши його з ладу. Інцидент було повідомлено Федеральному управлінню цивільної авіації, яке почало розслідування і розглядало можливість застосування заходів до оператора(ів) дрона. Начальник Лісової служби США Ренді Мур повідомив, що кілька приватних безпілотників, що літали в несанкціонованому повітряному просторі, заважали гасінню пожеж і піддавали ризику команду пожежників.

## Наслідки
Станом на 15 січня кількість загиблих зросла до 25людей.  

## Реакції
9 січня відома зірка Періс Гілтон повідомила, що її дім повністю згорів. «Серед розбите що не передати словами сидіти з родиною бачити новини як згорів наш дом у Малібу такого нікому не побажаєш пережити. Це був дім, де ми побудували стільки дорогоцінних спогадів. Тут Фенікс зробив свої перші кроки і ми мріяли побудувати спогади на все життя з Лондон. Втрата тяжка, але я вдячна що тварини і моя сім'я у безпеці», — написала Періс Гілтон. Також згоріли будинки співаків, акторів та політиків: Леді Гаги, Дженіфер Еністон, Леонардо Дікапріо, Камали Гаріс, Гантера Байдена, Бен Афліка, Вілла Сміта, Менді Мур, Ріанни, Том Генса Кім Кардашьян та інших.
10 січня  співачка Брітні Спірс повідомила що змушена евакуюватися через пожежі.  Будинок Сестер Хадід згорів .
11 січня будинок актора Мела Гіпсона  теж згорів актор висловив свою думку :« Йде про умови водопостачання — деякі гідранти , якими мали користуватися рятувальники виявилися порожніми .Я можу придумувати всіляки  жахливі теорії і таке інше але мені просто здається що трохи зручно що не було води.Також вітрові умови були підходящі є люди які були готові розпалити вогонь. Деякі з них вони досі ловлять.» Про це  він казав у ефірі каналу Fox News . 
12  січня стало відомо що американська  акторка Анжеліна Джолі з сином Нокс скупились необхідними речами для постраждалих людей та забрала рідних  подалі від  пожежі. 
Ілон Маск і Трамп молодший звинуватили Україну у проблемі подолання пожеж із того що служба безпеки передала багато своїх запасів для української армії.
Гурт Металіка та фонд Бейонсе задонатили гроші постраждалим .

### іноземна реакція
Прем'єр-міністр Ентоні Альбанізі заявив, що кадри з Лос-Анджелеса стануть шокуючими для австралійців, які зіткнулися з лісовими пожежами, і продемонстрували вплив зміни клімату на сезони пожеж.
 Співачка Селін Діон висловила свої співчуття та запропонувала допомогти всім постраждалим.
 Українці, які живуть у США, долучились допомогти постраждалим одягом речами та готували українську їжу: борщ, вареники, чебуреки.